# Szent II. János Pál Iskolaközpont
A Szent II. János Pál Iskolaközpont (régebben Szent Benedek Iskolaközpont) egyházi oktatási intézmény Budapesten, a XI. kerületben. Fenntartója a Krisztus Légiója Kongregáció.

## Az iskola története

### Alapítás (1923)
1923-ban a pannonhalmi főapátság iskolát alapított Budapesten, amely a Rigó utcában működött (azt az épületet bérelték, amely később a nyelvvizsgaközpont lett). A nagyhírű pesti bencés iskola működésének az egyházi iskolák zömét államosító kommunista rendelet vetett véget 1948-ban.

### Újraalapítás (1994)
A pesti bencés iskolában végzett öregdiákok kérésének eleget téve 1994-ben a pannonhalmi főapát hozzájárult az iskola újra alapításához. Az intézmény székhelye a kapucinus atyák nagylelkűségéből az I. kerületi Fő utcában, a kapucinus templom melletti rendház épülete lett.
2002-ben a Bencés Rend, az iskolát támogató alapítvány és az iskolaigazgató felkérését elfogadva a fenntartói szerepet a Krisztus Légiója Kongregáció vállalta.
A Krisztus Légiója Kongregáció (eredeti, spanyol nyelven: Legionarios de Cristo) pápai jogú férfi szerzetesrend, amely Magyarországon 1996 óta van jelen. Apostoli munkájukhoz közvetlen segítséget és háttér-támogatást jelent a Kongregáció köré csoportosuló, a világban több tízezres létszámmal büszkélkedő Regnum Christi lelkiségi mozgalom. A Krisztus Légiója több mint 180 iskolát és 40 felsőoktatási intézményt tart fenn világszerte.
Mivel a Fő utcai épület időközben alkalmatlanná vált az oktatásra, 2011-ben az iskola a XI. kerület, Mezőkövesd út 10 cím alá költözött, egyúttal az újonnan megalapított óvodával együtt iskolaközponttá vált.

### Névváltás (2015)
2015 szeptemberében az Iskolaközpont felvette Szent II. János Pál pápa nevét .